# Hongshan, Changting
Hongshan är en socken i sydöstra Kina. Den ligger i Changting härad i staden Longyan i provinsen Fujian, omkring 330 kilometer väster om provinshuvudstaden Fuzhou. Antalet invånare är 4 764. Befolkningen består av 2 345 kvinnor och 2 419 män. Barn under 15 år utgör 21,0 %, vuxna 15-64 år 66 %, och äldre över 65 år 12,0 %.